# Ligota Książęca (gmina)
Ligota Książęca – dawna gmina wiejska istniejąca w latach 1973–1975 w woj. opolskim (dzisiejsze woj. opolskie). Siedzibą władz gminy była Ligota Książęca.
Gmina Ligota Książęca została utworzona 1 stycznia 1973 w powiecie namysłowskim w woj. opolskim; w skład gminy weszły obszary 10 sołectw: Barzyna, Brzozowiec, Krasowice, Ligota Książęca, Mikowice, Minkowskie, Niwki, Przeczów, Smarchowice Śląskie i Żaba.
1 czerwca 1975 gmina weszła w skład nowo utworzonego (mniejszego) woj. opolskiego.
30 października 1975 gmina została zniesiona przez połączenie z (również znoszoną) gminą Kowalowice oraz dotychczasową gminą Namysłów w nową gminę Namysłów.
Zobacz też: gmina Ligota.